# Peter Lorre
Peter Lorre (született Löwenstein László) (Rózsahegy, 1904. június 26. – Los Angeles, 1964. március 23.) magyar–amerikai színész, rendező.

## Élete és pályafutása
Liptó vármegye Rózsahegy városának Fonógyár városrészében született (ma Szlovákia) 1904-ben. Apja Löwenstein Alajos könyvelő, anyja Freischberger Elvira. Megszökött otthonról, német nyelvterületen színészkedett, ebből a korszakból Fritz Lang M – Egy város keresi a gyilkost (1931) című filmjében nyújtott alakításával jegyezték meg a nézők. A nemzetiszocialisták térnyerése miatt Párizsba, onnan Londonba ment, ahol többek közt Hitchcockkal is dolgozott, végül Amerikában színészkedett.

## Válogatott filmográfia
- M – Egy város keresi a gyilkost (M - Eine Stadt such einen Mörder), 1931, r: Fritz Lang
- Fehér démon (Stupéfiants), 1932, francia verzió, r: Kurt Gerron, Roger Le Bon
- Amiről az asszonyok álmodnak (Was Frauen traumen), 1933, D, r: Bolváry Géza
- Az ember, aki túl sokat tudott (The Man Who Knew Too Much) 1934, USA, r: Alfred Hitchcock
- Titkos ügynök (Secret Agent) 1936, USA, r: Alfred Hitchcock
- Köszönöm, Mr.Moto (Thank You, Mr. Moto), 1937, USA, r: Norman Foster
- Mr. Moto kockáztat (Mr. Moto's Gamble), 1938, USA, r: James Tingling
- Mr. Moto lehetőséget ad (Mr. Moto Takes a Chance), 1938, USA, r: Norman Foster
- Mr. Moto halálos titka (Mr. Moto's Last Warning) 1939, USA, r: Norman Foster
- A máltai sólyom (The Maltese Falcon), 1941, r: John Huston
- Casablanca, 1942, USA, r: Kertész Mihály
- Arzén és levendula, 1944, USA, r/d: Frank Capra
- Az ítélet (The Verdict), 1946, USA, r: Don Siegel
- Ördögi kör / Afrika kincse (Beat the Devil), 1953, USA, r. John Huston
- Némó kapitány (20 000 Leaugues Under the Sea), 1954, USA, r: Richard Fleischer
- 80 nap alatt a Föld körül (Around the World in 80 Days), 1956, USA, r: Michael Anderson
- A nagy cirkusz (The Big Circus), 1959, USA, r: Joseph M. Newman
- Utazás a tenger mélyére (Voyage to the Bottom of the Sea), 1961, r:  Irwin Allen
- Rémtörténetek (Tales of Terror) - A fekete macska, 1962 USA, r: Roger Corman
- A holló (The Raven) 1963, USA, r: Roger Corman